# جغرافیای لوکزامبورگ

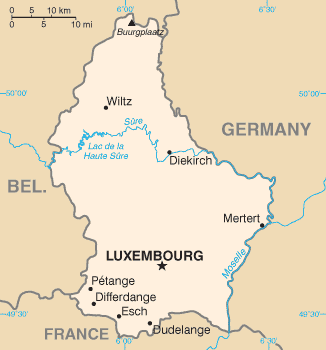
نقشه لوکزامبورگ، شهرهای بزرگ آن عبارتند از: لوکزامبورگ، اش-سور-الزت، دودلانژ، دیفردانژ

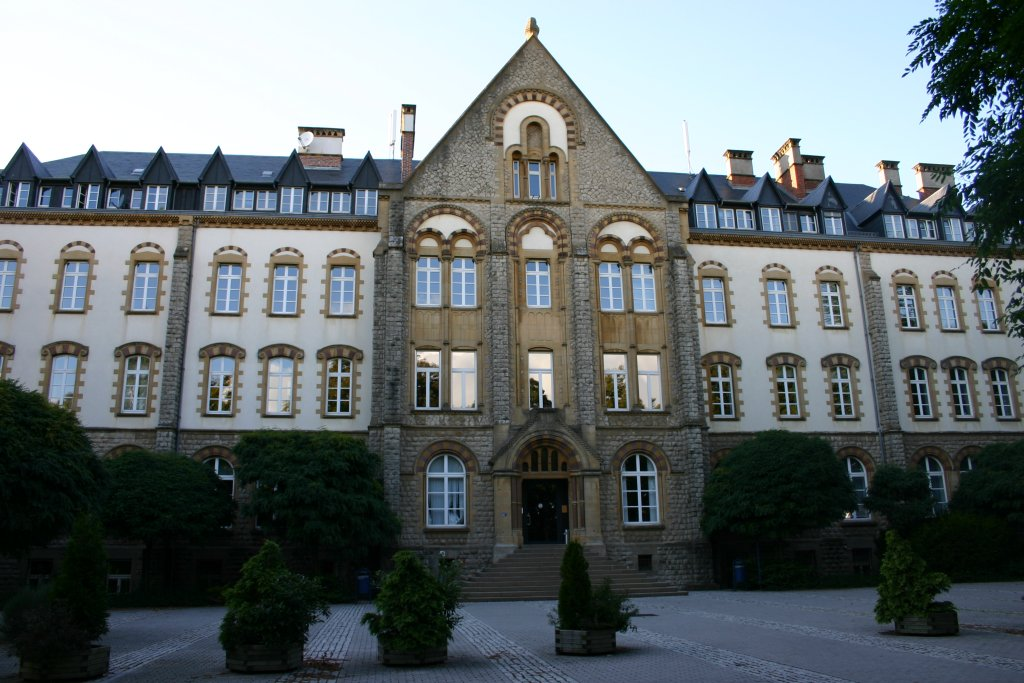
دانشگاه لوکزامبورگ، تنها دانشگاه کشور

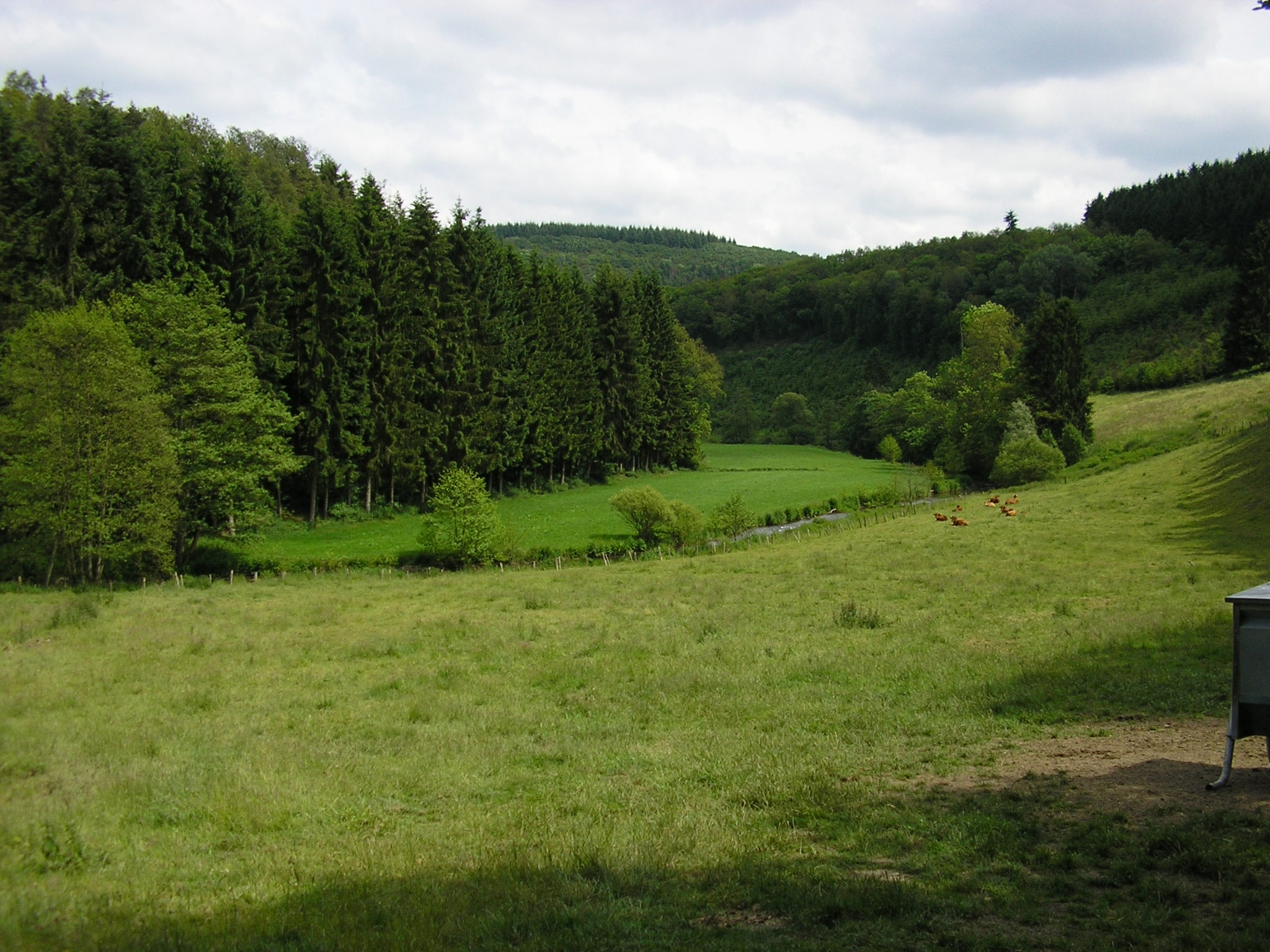
نمایی از طبیعت لوکزامبورگ

لوکزامبورگ (به آلمانی: Großherzogtum Luxemburg)، (به فرانسوی: Grand-Duché de Luxembourg) کشور کوچکی در شمال اروپا است. پایتخت آن شهر لوکزامبورگ می‌باشد. لوکزامبورگ با آلمان، فرانسه و بلژیک مرز مشترک دارد. مناطق پست این کشور در گوت‌لاند (Gutland) واقع است که دو سوم مساحت این کشور را در برمی‌گیرند و دارای جمعیت بیشتری هستند و مناطق مرتفع در یک سوم شمالی کشور که اوسلینگ (Osling) نام دارد و دارای جمعیت محدودی است.
سردترین و مرتفع‌ترین شهر در لوکزامبورگ وایس واپاخ Weiswampach است.
توپو گرافی برای لوکزامبورگ مانند موقعیت جغرافیایی لندن برای انگلیس است، زیرا نسبت مساحت لندن به انگلیس برابر است با مساحت پایتخت لوکزامبورگ به خودش.

## تقسیمات کشوری
لوکزامبورگ به سه بخش تقسیم می‌شود:
1. دیکریخ (Diekirch)
2. گرونماخر (Grevenmacher)
3. لوکزامبورگ (Luxembourg)

در ادامه این سه بخش به ۱۲ ناحیه (کانتون) تقسیم شده‌اند که شامل ۱۰۶ کمون می‌شوند.

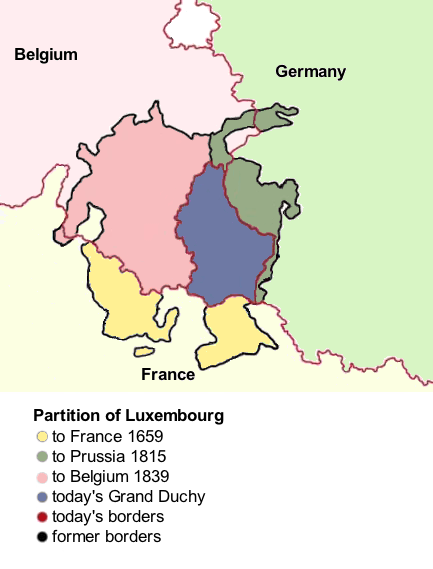
سه بخش جدا شده از لوکزامبورگ در طول تاریخ.
سه بخش کنونی لوکزامبورگ